# Iurînți, Horodok
Iurînți (în ucraineană Юринці) este localitatea de reședință a comunei Iurînți din raionul Horodok, regiunea Hmelnîțkîi, Ucraina.

## Demografie
Componența lingvistică a localității Iurînți
     Ucraineană (98,34%)
     Rusă (1,66%)
Conform recensământului din 2001, majoritatea populației localității Iurînți era vorbitoare de ucraineană (98,34%), existând în minoritate și vorbitori de rusă (1,66%).